# Музей польської зброї

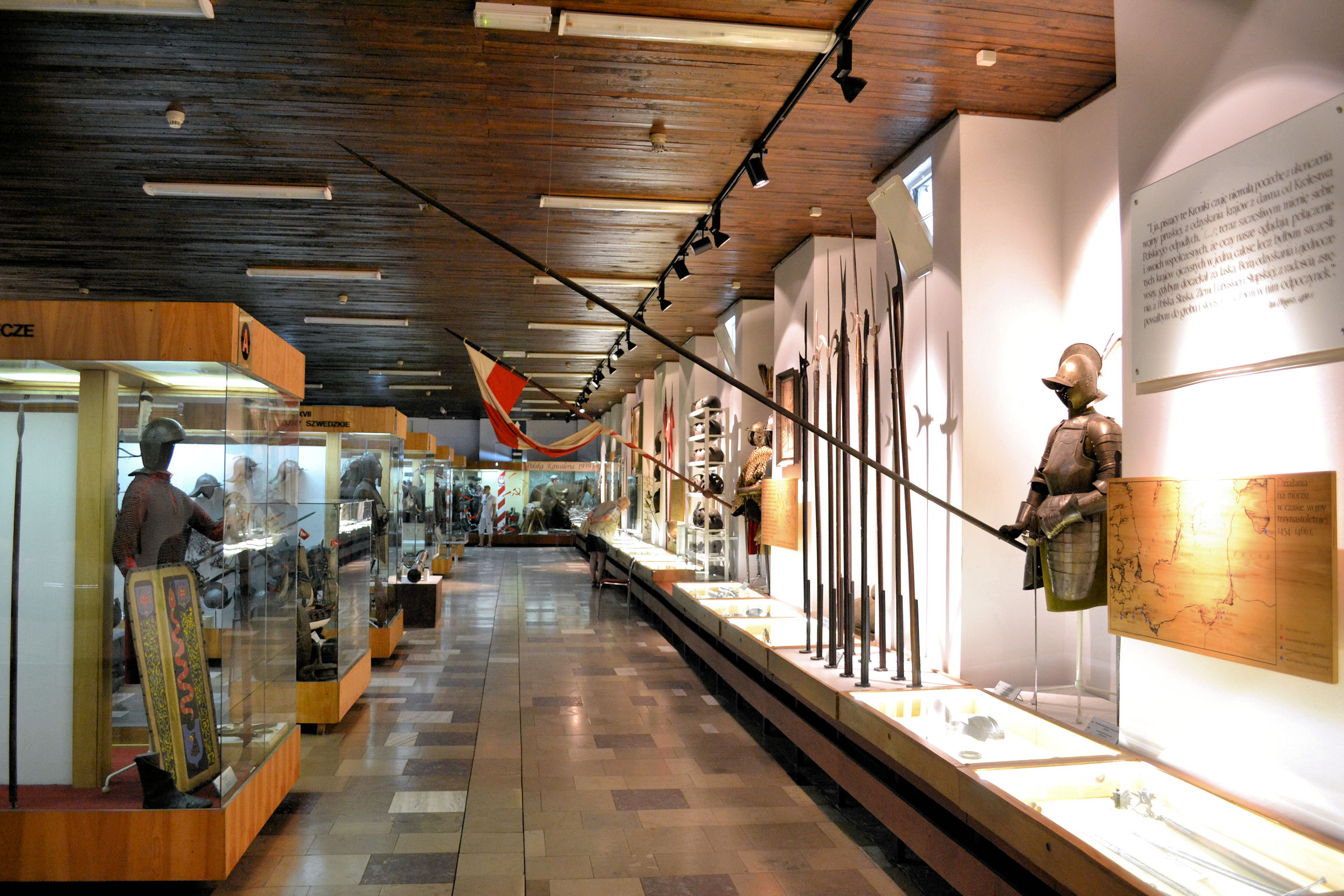
Експозиція музею

Музей польської зброї (пол. Muzeum Oręża Polskiego) — музей, що знаходиться в місті Колобжег, Західнопоморське воєводство, Польща. Музей внесений до  Державного реєстру музеїв. Головна будівля музею знаходиться в палаці Брауншвейг на вулиці Армії Крайової, будинок 13. Існує також комплекс будівель за адресою вул. Герчак, 5.

## Історія
Музей був заснований в 1963 році. Спочатку колекція озброєння знаходилася на вулиці Герчак поруч з історичною будівлею XV століття

## Опис
Основна колекція музею знаходиться в комплексі будівель на вулиці Герчак. У цьому відділенні в різних будівлях демонструються середньовічні піки, кольчуги, катапульти, древкова і вогнепальна зброя. Морська експозиція демонструє музейні матеріали, серед яких знаходяться різні морські озброєння і предмети, пов'язані з навігацією. Існують музейні предмети, пов'язані з польськими повстаннями XVIII -XIX століть. У відділенні на вулиці Герчак знаходяться різні види озброєння та обмундирування польських військовослужбовців часів Першої і  Другої світових війн. На відкритому повітрі виставлені автомобілі, літаки, бронетехніка і артилерійське озброєння. У колишньому палаці Брауншвейг на вулиці Армії Крайової знаходиться постійні виставки «Історія Колобжега» і «Метрологічна колекція».